# تشسکا
تشسکا (به چکی: Česká) یک منطقهٔ مسکونی در جمهوری چک است که در ناحیه برنو-تسوونتری واقع شده‌است. تشسکا ۱٫۹۹ کیلومتر مربع مساحت و ۹۲۵ نفر جمعیت دارد و ۲۹۵ متر بالاتر از سطح دریا واقع شده‌است.